# Khu học chánh Công lập quận Mobile
Khu học chánh Công lập quận Mobile (MCPSS) là một học khu đóng ở Khu trường sở văn phòng trung tâm các trường học công quận Mobile trong một khu vực chưa hợp nhất ở quận Mobile, Alabama Hoa Kỳ.
MCPSS hiện phục vụ toàn bộ các khu vực quận Mobile- bao gồm thành phố Mobile, ngoại trừ thành phố Saraland đã bỏ phiếu tách khỏi quận Mobile tháng 6 năm 2006. MCPSS phục vụ các khu vực nông thôn và thành thị. Tất cả các trường của MCPSS được yêu cầu phải mặc đồng phục. Nó là hệ thống trường học lớn nhất bang Alabama và là hệ thống trường học lớn thứ 56 ở Hoa Kỳ ,

## Trường học

### Trường trung học

#### High schools
Zoned high schools

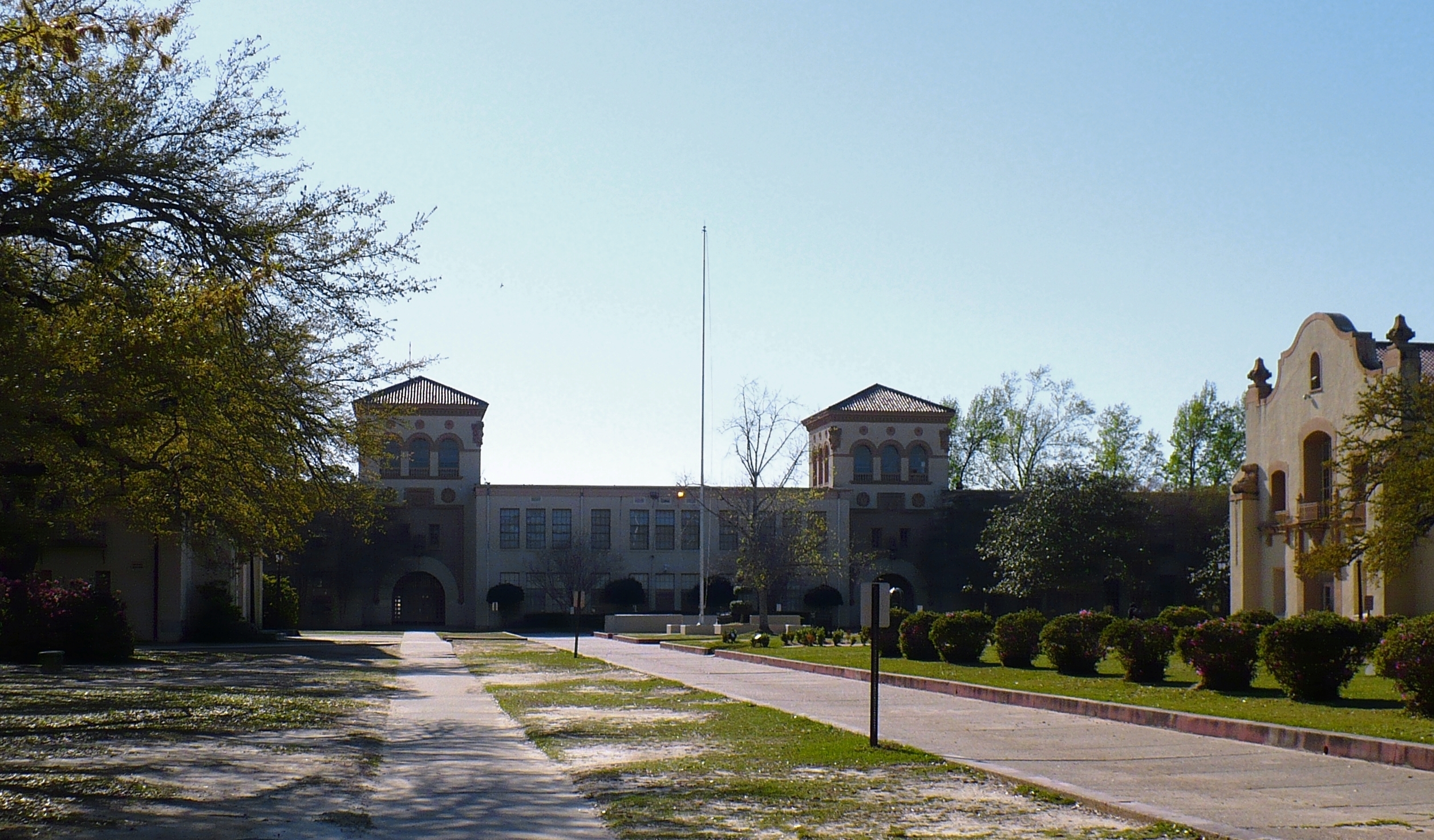
Trường trung học Murphy

| - Baker (Unincorporated (West Mobile)) - Blount (Chưa hợp nhất (Eight Mile)) - Alma Bryant High School (Chưa hợp nhất (Irvington)) - Citronelle (Citronelle) - Davidson (Mobile) | - John L. LeFlore Magnet High School (Mobile) - M. G. Montgomery (Chưa hợp nhất (Semmes)) - Murphy (Mobile) - B.C. Rain (Mobile) - Satsuma (Satsuma) | - Shaw (Mobile) (closed 2006) - Theodore (Chưa hợp nhất (Theodore)) - Vigor (Prichard) - Williamson (Mobile) |

Alternative high schools
- Bryant Career Technical (Chưa hợp nhất (Irvington))
- Continuous Learning Center (Mobile)
- Faulkner Vocational (Prichard)
- The Pathway School (Chickasaw)

### Các trường trung học cơ sở
| - Alba (Bayou La Batre) - Burns (Mobile) - Calloway-Smith (Mobile) - Causey (Unincorporated (West Mobile)) - Chastang (Mobile) | - Denton (Mobile) - Eanes (Mobile) - Grand Bay (Unincorporated (Grand Bay)) - Hankins (Unincorporated (Theodore)) - Hillsdale (Mobile)(Closed in 2009) - Lott (Citronelle) | - Mobile County (Prichard) - North Mobile County (Axis, Khu chưa hợp nhất) - Phillips Preparatory (Mobile) - Pillans (Mobile) - Scarborough (Mobile) - Semmes (Unincorporated (Semmes)) - Washington (Mobile) |

### Các trường 1-12
- Evans Special School (Mobile)

### Các trường tiền K-8
- Belsaw/Mt Vernon School (Mount Vernon)

### Các trường 4-8
- Trường Clark-Shaw Magnet (Mobile, Alabama)
- Dunbar Magnet School (Mobile)

### Trường tiểu học

#### K-6
| - Calcedeaver (Mount Vernon) - Dauphin Island (Dauphin Island) - Davis (Theodore) | - Dixon (Unincorporated (Irvington)) - Griggs (Unincorporated ((Tillman's Corner)) - Hall (Mobile) | - Hollinger's Island (Hollinger's Island) - Meadowlake (Unincorporated ((West Mobile/Dawes)) - St. Elmo (Unincorporated (Irvington)) |

#### K-5
| - Alba (Bayou La Batre) - Allentown (Unincorporated (Semmes)) - Austin (Mobile) - Brazier (Mobile) - Breitling (Grand Bay) - Burroughs (Theodore) - Castlen (Grand Bay) - Collier (Mobile) - Collins-Rhodes(Eight Mile, Prichard) - Council Magnet School (Mobile) - Craighead (Mobile) - Dickson (Mobile) - Dodge (Mobile) - Eichold-Mertz (Mobile) - Fonde (Mobile) | - Fonvielle (Mobile) - Forest Hill (Mobile) - Gilliard (Mobile) - Grant (Prichard) - Hamilton (Chickasaw) - Haskew (Theodore) - Holloway (Mobile) - Howard (Mobile) - Hutchens (Mobile) - Indian Springs (Eight Mile, Prichard) - John Will (Mobile) - Leinkauf (Mobile) - Maryvale (Mobile) | - McDavid-Jones (Citronelle) - Morningside (Mobile) - Nan Gray Davis (Theodore) - O'Rourke (Unincorporated (West Mobile)) - Orchard (Mobile) - Robbins (Prichard) - Semmes (Unincorporated (Semmes)) - Shepard (Mobile) - Spencer (Mobile) - Tanner Williams (Unincorporated (Wilmer)) - Turner (Wilmer) - Westlawn (Mobile) - Whitley (Prichard) - Wilmer (Wilmer) - Woodcock (Mobile) |

#### 3-5
- Lee Intermediate (Satsuma)

#### K-2
- Lee Primary (Satsuma)

#### K-4
- Chickasaw Magnet (Chickasaw)
- Old Shell Road Magnet (Mobile)

#### Pre-K
- Just 4 Development Laboratory (Mobile)

Hội đồng trường học
Khu 1: Ken Megginson, President/Commissioner
Khu 2: Dr. Judy Stout, Commissioner
Khu 3: Dr. Reginald Crenshaw, Commissioner
Khu 4: Rev. Levon C. Manzie, Vice President/Commissioner
Khu 5: Dr. Bill Foster, Commissioner
Tiến sĩ Roy Nichols, Superintendent

## Các trường trước đây
Trường tiểu học Saraland và trường trung học cơ sở Adams rời học khu năm 2008; nay các trường này thuộc hội đồng giáo dục Saraland.